# Иванов, Василий Иванович (дипломат)
Васи́лий Ива́нович Ивано́в (1905—1989) — советский партийный и государственный деятель, дипломат.

## Биография
Родился в 1905 году в с. Молвотицы Новгородской губернии. Окончил Молвотицкую школу II ступени (1923), Стародубский педагогический техникум (1926), Ленинградский педагогический институт имени А.И. Герцена (годы учёбы 1929—1932), аспирантуру Ленинградского планового института (1934—1936). Член ВКП(б) с 1928 года.
- В 1924—1929 годах — преподаватель обществоведения Молвотицкой уездной школы колхозной молодёжи (Ленинградская губерния/область).
- В 1932—1934 годах — преподаватель политической экономии Ленинградского отделения заочного обучения партийного актива при ЦК ВКП(б).
- В 1936 году — заведующий Культурно-пропагандистским отделом комитета ВКП(б) Ленинградского планового института.
- В 1936—1937 годах — инструктор Приморского районного комитета ВКП(б) (Ленинград).
- В 1937—1939 годах — заведующий Отделом партийной пропаганды и агитации Иркутского городского комитета ВКП(б), 3-й секретарь Иркутского областного комитета ВКП(б).
- С апреля 1939 по март 1940 года — 2-й секретарь Иркутского областного комитета ВКП(б).
- С марта 1940 по апрель 1943 года — 3-й секретарь Иркутского областного комитета ВКП(б).
- С 9 апреля 1943 по август 1944 года — 2-й секретарь Иркутского областного комитета ВКП(б).
- С августа 1944 по 19 ноября 1947 года — председатель Исполнительного комитета Иркутского областного Совета.
- В 1947—1949 годах — инструктор ЦК ВКП(б).
- С 7 июля 1949 по 3 марта 1953 года — председатель Исполнительного комитета Хабаровского краевого Совета.
- С 17 января 1953 по 10 июня 1955 года — заместитель председателя Совета министров РСФСР.
- С 15 июня 1955 по 22 февраля 1957 года — чрезвычайный и полномочный посол СССР в КНДР.
- С 7 марта 1957 по 24 ноября 1960 года — чрезвычайный и полномочный посол СССР в Албании.
- В 1960—1965 годах — на ответственной работе в центральном аппарате МИД СССР.
- В 1965—1974 годах — начальник Управления по обслуживанию дипломатического корпуса МИД СССР.

С 1974 года в отставке.

## Дипломатический ранг
Чрезвычайный и полномочный посол (1955).